# Paweł Jasieński (zm. 1485)
Paweł Jasieński z Jasieńca herbu Poronia według Niesieckiego, herbu Gozdawa według Bonieckiego w oparciu o relacje Długosza (zm. 1485) – karierę polityczną przyszły starosta rozpoczynał w 1458 roku jako dworzanin króla Kazimierza Jagiellończyka. Należał do ludzi zaufanych tegoż władcy – jako żołnierz i dyplomata. Był jedną z najwybitniejszych postaci z otoczenia króla.

## Zasługi
- Odznaczył się w bitwie pod Świecinem – 17 IX 1462 r., gdzie dowodził częścią sił polskich jako rotmistrz.
- Wyróżnił się przy  zdobywaniu Pucka.
- W roku 1465 dostał się pod obleganym Starogardem do niewoli krzyżackiej. Udało mu się uwolnić po kapitulacji Chojnic, w wyniku której jeńcy krzyżaccy zostali wypuszczeni.
- Latem 1471 r. towarzyszył królewiczowi Władysławowi na koronacji w Pradze.
- Jesienią tegoż samego roku jako jeden z hetmanów, wraz z Piotrem Duninem uczestniczył w nieudanej wyprawie królewicza Kazimierza na Węgry po koronę Świętego Stefana. Po wycofaniu się Kazimierza do Polski pozostał z 4 tysiącami żołnierzy w Nitrze i przez ok. roku dowodził załogą okupującą miasto[3].
- W latach 1474–1476 brał udział w walkach z Turkami i Tatarami[4] .

## Uzyskane honory i urzędy
- starosta chełmski 1463–1485,
- podstoli chełmski 1468,
- starosta bełski 1468–1485,
- podstoli sandomierski 1468,
- stolnik sandomierski 1471–1473,
- hetman wojsk królewskich 1471,
- marszałek nadworny 1472–1474,
- starosta grabowiecki 1473–1485,
- podskarbi koronny 1474–1479,
- kasztelan sandomierski 1479–1485,
- starosta buski 1475–1485,
- malborski 1484[5].

W latach 1473–1474 w imieniu króla Kazimierza IV Jagiellończyka prowadził rozmowy z cesarzem Fryderykiem III w sprawie sojuszu jagiellońsko-habsburskiego.
W 1470 roku zakupił od króla Kazimierza Jagiellończyka połowę wsi Uchanie. W 1482 r. ufundował kościół w Uchaniach oraz zbudował tam pierwszy zamek. Starał się także o uzyskanie prawa do lokacji miasta w Uchaniach.
W roku 1484 Uchanie zostały lokowane na prawie magdeburskim przez Kazimierza Jagiellończyka. Lokacja ta nie była udana.
Paweł Jasieński żonaty był z wojewodzianką sandomierską Katarzyną Oleśnicką córką Jana Głowacza Oleśnickiego. Mieli trzech synów: Zbigniewa, Pawła i Jana, którzy w chwili śmierci ojca (1485) byli nieletni. Dlatego też ustanowiono nad nimi opiekę, przy czym nie wiadomo, kto ją miał sprawować. Można się tylko domyślać, że przypadło to w udziale Oleśnickim i Magnuszewskim, gdyż to właśnie oni przejęli po nich spadek kiedy bezpotomnie zmarli. Ostatni zmarł Paweł (zm. 1505).